# Laguiole
Laguiole ist eine französische Gemeinde mit 1.215 Einwohnern (Stand 1. Januar 2022) im Département Aveyron in der Region Okzitanien. Sie gehört administrativ zum Arrondissement Rodez. Das vor allem in Frankreich bekannte Laguiole-Messer wurde hier im frühen 19. Jh. entwickelt.

## Geografie
Laguiole liegt auf einer Höhe von etwa 1000 Metern am Westrand des Hochplateaus Aubrac im Zentralmassiv. Im Nordosten des 63 km² umfassenden Gemeindegebiets entspringt die Selves, ein Nebenfluss der Truyère. Das Gelände steigt nach Osten hin an und erreicht auf einem namenlosen Bergrücken mit 1342 m über dem Meer den höchsten Punkt im Gemeindegebiet. Im Nordosten prägt der 1298 m hohe Roc du Cayla die Landschaft, im Südosten (Ortsteil Le Bouyssou) werden rund um das Skigebiet (Station de Ski de Laguiole) ebenfalls Höhen um 1300 m erreicht.
Zu Laguiole gehören die Ortsteile
| - Les Abiouradous - Les Agrazals - Albès - Alcorn - Antérieux - Auriac - Auriaguet - Barrio - Bel-Air - La Boissonnade - La Borie Alte | - Borie de Mondou - La Borie Neuve - Le Bouyssou - La Caprice - Durantet - Falgayroles - Frayssinet - Lacaune - Lagarrigue - Langogne | - Miégevie - Montmaton - Oulhou - Pers - Les Prunhes - Redoulès - Rocagel - Ucafol - Vernhes - Les Vialars |

Das Gemeindegebiet gehört zum Regionalen Naturpark Aubrac. Nachbargemeinden von Laguiole sind La Terrisse im Norden, Alpuech und La Trinitat (Berührungspunkt) im Nordosten, Saint-Urcize im Osten, Curières im Süden, Montpeyroux im Südwesten, Soulages-Bonneval im Westen sowie Cassuejouls im Nordwesten.

## Bevölkerungsentwicklung
| Jahr      | 1962 | 1968 | 1975 | 1982 | 1990 | 1999 | 2007 | 2016 |
| Einwohner | 1262 | 1282 | 1291 | 1231 | 1264 | 1248 | 1261 | 1239 |

## Sehenswürdigkeiten

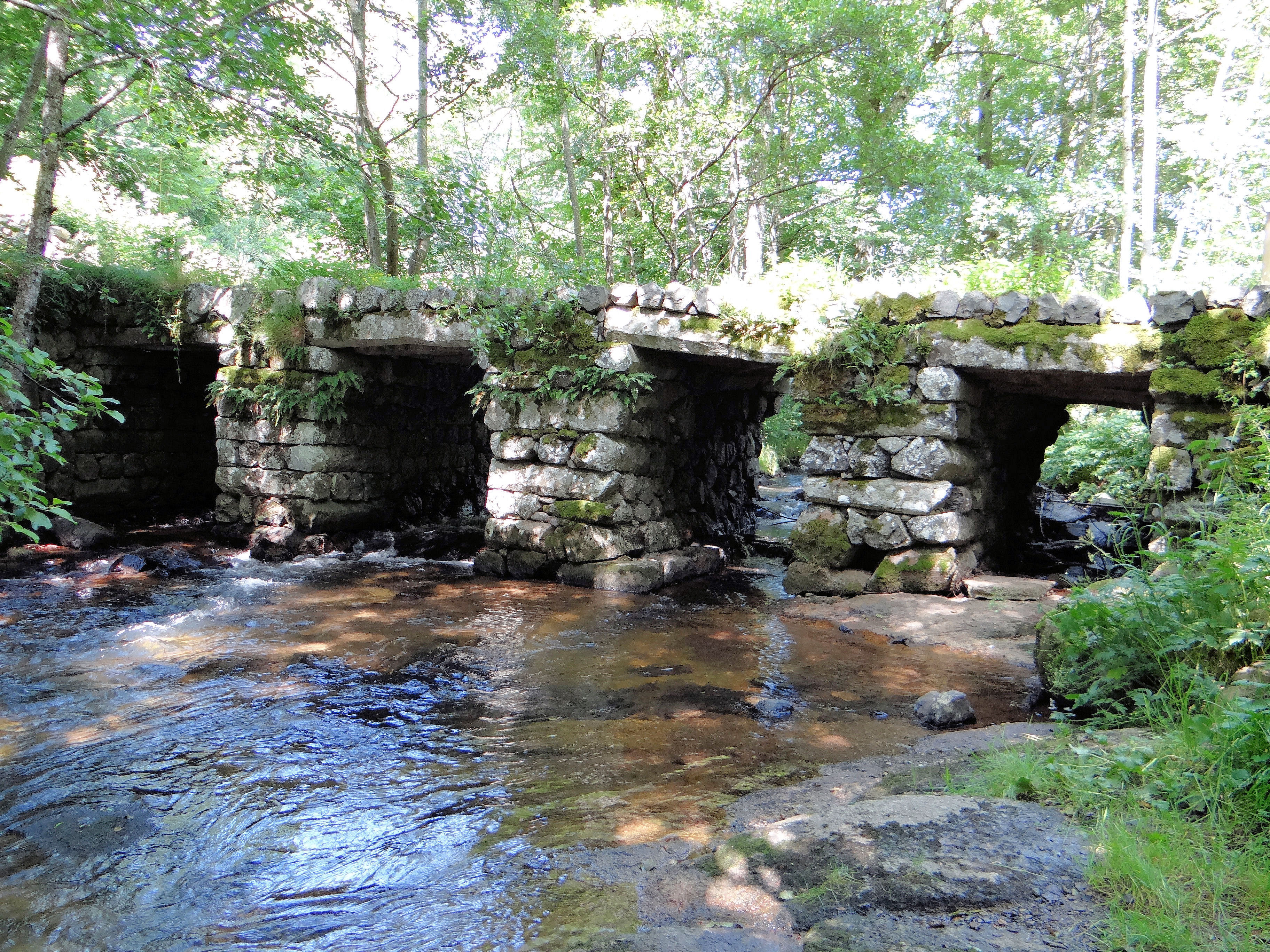
Pont de Pigasse

- Église Saint Matthieu, Kirche aus dem 16. Jahrhundert – Monument historique[1]
- ehemaliges Kloster und Pilgerhospiz aus dem 15. Jahrhundert – Monument historique[2]
- Château de la Boissonnade, Schloss aus dem 15. Jahrhundert – Monument historique[3]
- Château d’Oustrac, Schloss aus dem 18. Jahrhundert – Monument historique[4]
- Pont de Pigasse Steinplattenbrücke

## Wirtschaft
Der Ort ist bekannt vor allem durch das gleichnamige Messer und den gleichnamigen Käse. Die Cooperative Jeune Montagne ist der größte Produzent dieser Käsespezialität.
Gastronomisch ist Laguiole durch das mit zwei Sternen im Guide Michelin ausgezeichnete Restaurant von Michel Bras, das sechs Kilometer östlich des Ortes liegt, bekannt.

## Gemeindepartnerschaft
- Scarperia e San Piero, Toskana, Italien, seit 1993